# 18 Pułk Piechoty (Księstwo Warszawskie)
18 Pułk Piechoty – oddział piechoty Armii Księstwa Warszawskiego.
Sformowany na mocy uchwały  konfederacji i powiatu grodzieńskiego z 3 lipca 1812 w Wilnie na Litwie. Pierwotnie pod nazwą pułku 1-go piechoty litewskiej. 
Jego dowódcą od 13 lipca 1812 był płk Aleksander Chodkiewicz, majorem Suhr, a dowódcami batalionów - Trębicki, Słupecki i Roland.  W lipcu 1812 roku do pułku trafiła duża grupa dezerterów i jeńców z armii carskiej.
Pułk wziął udział w obronie Modlina w 1813.
Po abdykacji Napoleona, car Aleksander I wyraził zgodę na odesłanie oddziałów polskich do kraju. Miały one stanowić bazę do tworzenia Wojska Polskiego pod dowództwem wielkiego księcia Konstantego. 13 czerwca 1814 roku pułkowi wyznaczono miejsce koncentracji w Bydgoszczy.
Pułk nie został jednak odtworzony, bowiem etat armii Królestwa Polskiego przewidywał tylko 12 pułków piechoty. Nowe pułki piechoty sformowano dopiero po wybuchu powstania listopadowego. Rozkaz dyktatora gen. Józefa Chłopickiego z 10 stycznia 1831 roku nakładał obowiązek ich organizowania na władze wojewódzkie. W województwie płockim tworzony był  2 Pułk Województwa Płockiego przemianowany później na 18 pułk piechoty liniowej.